# JCSAT-RA
JCSAT-RA (ehemals auch JCSAT-12, alternative Schreibweise JCSat) ist ein japanischer Kommunikationssatellit der SKY Perfect JSAT Corporation, welcher vorerst als Reservesatellit dient.

## Geschichte
Nachdem JCSAT-11 am 5. September 2007 bei einem Raketenfehlstart verloren ging, bestellte SKY Perfect JSAT am selben Tag noch einen baugleichen Ersatzsatelliten, JCSAT-12. Dieser wurde am 21. August 2009 auf einer Ariane-5-Trägerrakete vom Raumfahrtzentrum Guayana zusammen mit dem australischen Kommunikationssatelliten Optus D3 in eine geostationäre Transferbahn gebracht. Von dort aus erreichte er seine geosynchrone Umlaufbahn durch Zünden seines Bordmotors, wo er bei 132° Ost stationiert wurde. Nach seiner Inbetriebnahme wurde der Satellit in JCSAT-RA umbenannt.
Im Juni 2023 befand er sich weiterhin bei seiner ursprünglichen Position, wo er als Reservesatellit für den Fall dient, dass einer der übrigen Satelliten der JSAT-Flotte ausfallen sollte.

## Technische Daten
Lockheed Martin baute JCSAT-12 auf Basis ihres Satellitenbusses der A2100-Serie. Der Satellit ist mit 30 Ku-Band- und 12 C-Band-Transpondern ausgerüstet. Er ist dreiachsenstabilisiert und wog beim Start vier Tonnen. Zwei große Solarmodule und Batterien versorgen den Satelliten mit Strom. Er ist für mindestens 15 Jahre Betriebsdauer ausgelegt.